# Корганов, Адам Соломонович
Адам Соломонович Корганов (Карганов) (арм. Ադամ Սոլոմոնովիչ Կորգանով; 15 августа 1846 — 14 октября 1914) — российский военачальник,  генерал от кавалерии (1911). Командир 12-го армейского корпуса (1908—1913).

## Биография
Родился 15 августа 1846 года в Тифлисе в семье генерал-майора Соломона Ивановича Корганова.
В 1863 году после окончания Второго кадетского корпуса поступил в Павловское военное училище, после окончания которого был произведён в прапорщики, а затем в подпоручики. После окончания  Кавказской стрелковой школы направлен в Северский 18-й драгунский полк. В 1865 году произведён в поручики, в 1870 году в штабс-капитаны.  В 1870 году произведён в капитаны, в 1874 году в майоры, командовал эскадроном и дивизионом полка.
В 1877 году произведён в подполковники, участник Русско-турецкой войны. С 1879 года состоял при штабе командующего войсками Закаспийской области на должности штаб-офицера для особых поручений. В 1889 году произведён в полковники и назначен начальником кадра кавалерийского запаса. С 1891 по 1899 год — командир Астраханского 22-го драгунского полка. В 1899 году произведен в генерал-майоры с назначением на должность командира 1-й бригады 3-й кавалерийской дивизии. 
С 1904 по 1905 год — командир 11-й кавалерийской дивизии. В 1905 году произведён в генерал-лейтенанты с назначением командиром 9-й кавалерийской дивизии. С 1908 по 1913 год — командир 12-го армейского корпуса в составе Киевского военного округа. В 1911 году произведён в генералы от кавалерии.
С 1913 года в отставке.
Скончался 14 октября 1914 года в Тифлисе.
Родная сестра генерала Корганова, Софья, была замужем за инженер-генералом Тарханом Агамаловичем Ходжаминасовым (1825—1909).

## Награды
Российские
- Орден Святого Станислава 3-й степени (1870);
- Орден Святой Анны 3-й степени (1872);
- Орден Святого Станислава 2-й степени с мечами (1878);
- Орден Святого Владимира 4-й степени с мечами и бантом (1880)
- Орден Святой Анны 2-й степени (1883);
- Орден Святого Владимира 3-й степени (1895);
- Орден Святого Станислава 1-й степени (1902);
- Орден Святой Анны 1-й степени (1909)
- Орден Святого Владимира 2-й степени (1913)

Иностранные
- Командор ордена Данеброг (Дания)
- Великий офицер ордена Святых Маврикия и Лазаря (Италия)[1][3]

## Сочинения
- История 45-го Драгунского северского его величества короля датского полка / Сост. того же полка подполк. А.С. Корганов; Под ред. артиллерии ген.-майора Чернявского. — Тифлис : тип. А.А. Михельсона, 1884. — 392 с.